# Huragan ognia
Huragan ognia (oryg. Rapid Fire) – amerykański sensacyjny film akcji z 1992 roku w 
reżyserii Dwighta H. Little’a.

## Opis fabuły
Jake Lo student ASP, syn nauczyciela wschodnich sztuk walki i policjanta (który zginął tragicznie podczas protestu na placu Tian’anmen w Pekinie) zostaje zaproszony na ekskluzywne przyjęcie, z którego dochód ma być przeznaczony na walkę z komunizmem w Chinach, a odbywa się w domu biznesmena Changa, który pracuje dla Kinmana Tau bossa mafii narkotykowej. 
Na oczach Jake'a organizator przyjęcia ginie z rąk szefa konkurencyjnej grupy przestępczej – Antonia Serrano. Jako naoczny świadek zostaje przewieziony przez FBI do hotelu, gdzie w obecności agentów specjalnych ma czekać na proces Serrano. Agenci okazują się skorumpowani i tak samo jak handlarze narkotyków czyhają na życie Jake'a. Miejscowi policjanci – kapitan Mace Ryan i specjalistka od wywiadu Karla Withers pomagają Jake'owi wybrnąć z opresji.

## Obsada
- Brandon Lee – Jake Lo
- Michael Paul Chan – Chang
- Powers Boothe – Mace Ryan
- Nick Mancuso – Antonio Serrano
- Raymond J. Barry – Agent Frank Stewart
- Kate Hodge – Karla Withers
- Tzi Ma – Kinman Tau